# Fregata (typ ożaglowania)

Szkic ożaglowania pełnorejowca

Fregata, pełnorejowiec (ang. full-rigged ship) – typ ożaglowania, a także sam statek żaglowy charakteryzujący się takim typem ożaglowania. Fregata posiada przynajmniej trzy maszty (a czasami cztery lub nawet pięć), wszystkie niosące ożaglowanie rejowe. Na ostatnim maszcie, poza żaglami rejowymi, może znajdować się też żagiel gaflowy. Pełnorejowce należą do największych żaglowców świata, a nosić mogą do ośmiu pięter żagli rejowych.

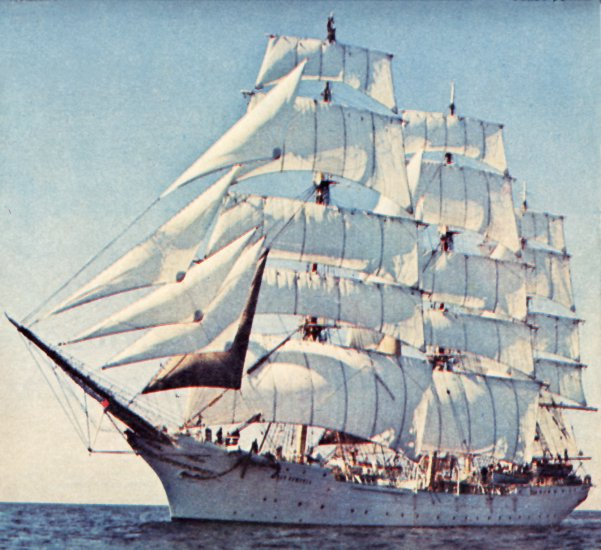
„Dar Pomorza”